# Ryska republiken
Ryska republiken (ryska: Российская республика/Rossijskaja respublika) var en kortlivad politisk enhet som omfattade samma område som tidigare varit Kejsardömet Ryssland. Rysslands provisoriska regering hade bildats efter februarirevolutionen år 1917 för att styra Ryssland efter kejsardömets fall. I praktiken delades makten i huvudstaden mellan den provisoriska regeringen och Petrograds sovjet.

## Historia
Till följd av februarirevolutionen år 1917 hade kejsar Nikolaj II av Ryssland abdikerat 15 mars. Uppror och massdeserteringar hade lamslagit regeringen i Petrograd och det folkliga missnöjet både med reformoviljan och krigspolitiken i hovet hade resulterat i total brist på förtroende för det rådande systemet. Storfurst Michail Aleksandrovitj avsade sig den ryska kronan 16 mars då han insåg att det inte fanns folkligt stöd för att han övertog sin brors ämbete.
Den 16 mars inrättades Rysslands provisoriska regering som svar på kejsarämbetets vakans och mittenvänsterns liberaler var väl representerade. De revolutionära socialisterna höll sig istället till Petrograds sovjet som samlingspunkt och enande organ. Den provisoriska regeringen och Petrogradsovjeten samarbetade till en början för att styra Ryssland men samarbetet var kantat av osämja. Petrograds sovjet hade redan 1 mars, före den provisoriska regeringens bildande, utfärdat ett dekret som gav den makt över alla order som Riksduman framöver kunde utfärda. Eftersom den provisoriska regeringen inte var folkvald saknade den legitimitet att sätta sig emot detta. Allt eftersom den provisoriska regeringen försökte stanna kvar i första världskriget samt misslyckades att stabilisera landet och tillfredsställa massorna förlorade man förtroende.
I slutet av augusti 1917 marscherade den nye överbefälhavaren general Lavr Kornilov mot Petrograd för att återställa ordningen. Han hamnade i konflikt med den provisoriska regeringens ledare Aleksandr Kerenskij som tvingades be Petrograds sovjet om hjälp att försvara sig mot vad han uppfattade som ett kuppförsök. Detta stärkte de revolutionäras position men fick motsatt effekt hos högern.
Genom oktoberrevolutionen upplöste bolsjevikerna 7 november 1917 den provisoriska regeringen och flertalet av Ryska republikens centrala institutioner samt tog regeringsmakten i den nybildade sovjetrepubliken Ryska SFSR.

## Huvudinstitutioner
- Ryska rikets riksduma
- Ryska republikens råd
- Sovjeternas kongress
- Rysslands provisoriska regering
- Direktoratet (Ryssland)
- Petrograds sovjet